# Ржавка (Білорусь)
Ржавка (біл. вёска Ржаўка) — село в складі Борисовського району Мінської області, Білорусь. Село підпорядковане Мойсеївщинській сільській раді, розташоване в північно-східній частині області.